# Ших, Виктор Адамович
Виктор Адамович Ших (бел. Віктар Адамавіч Шых; род. 5 января 1958, Минск, БССР, СССР) — белорусский дипломат.

## Биография
В 1980 году окончил Минский государственный педагогический институт иностранных языков, в 1995 году — Всероссийскую академию внешней торговли.
С 15 января 2002 г. — член Коллегии Министерства иностранных дел Республики Беларусь. 6 декабря 2002 г. назначен Чрезвычайным и Полномочным Послом Республики Беларусь в Румынии.
26 октября 2004 г. был назначен Чрезвычайным и Полномочным Послом Республики Беларусь во Франции, Испании и Португалии, а также Постоянным представителем при ЮНЕСКО по совместительству, а 26 февраля 2008 г. освобожден от должности.
30 июня 2014 г. назначен Чрезвычайным и Полномочным Послом Республики Беларусь при Австралийском Союзе, Чрезвычайным и Полномочным Послом Республики Беларусь в Новой Зеландии по совместительству.
В связи с закрытием Посольства Республики Беларусь в Австралийском Союзе освобожден от должности указом Президента Республики Беларусь.

## Семья
Женат, есть сын.

## Награды
- Медаль «За вклад в Евразийский экономический союз» III степени (2015 г.)[4].